# Boueina
Boueina, manji rod zelenih algi u porodici Codiaceae, dio reda Bryopsidales. Postoje dvije priznate fosilne vrste
Rod je opisan 1884.

## Vrste
1. Boueina hochstetteri F.Toula - tipična
2. Boueina marondei H.Flüge